# Chiesa di San Modesto (Benevento)
La chiesa di San Modesto era una chiesa di Benevento, distrutta dai bombardamenti durante la seconda guerra mondiale. Si trovava nel Rione Triggio, a sud-ovest della città romana.
Nel dopoguerra una nuova chiesa costruita nel nascente Rione Libertà ha assunto lo stesso nome.

## Storia
La chiesa fu eretta verso il 649 da Duda Parda, nobildonna beneventana, per ospitare le spoglie di san Modesto, donate da papa Gregorio I al duca longobardo Arechi I. Vi fece erigere a lato anche un monastero di benedettini, del quale fu primo abate Bentogrado (o Bentigrado), zio del duca e futuro re longobardo Grimoaldo.
In questo monastero provennero molti famosi monaci, in genere imparentati con i principi longobardi; tra questi era Atenolfo, che nel 1011, fu eletto abate di Montecassino, successore di San Giovanni III, pure beneventano.
L'abate di San Modesto, resosi non più dipendente da Montecassino, ma direttamente dalla Santa Sede, nell'anno 875 ebbe dal vescovo di Benevento Aione la giurisdizione spirituale sulle chiese di Santo Stefano di Balba, Santa Maria di Molinara e San Martino di Ginestra, oltre a quella temporale sul casale Maccabei e sulla contrada San Marcello di Benevento. A somiglianza dell'abate commendatario dell'abbazia di Santa Sofia, l'abate di San Modesto godeva il diritto di mantenere un certo numero di uomini armati.
Alcuni principi stranieri, in diversi tempi, dotarono questo monastero anche di singolari privilegi. In un diploma di Landolfo, principe di Benevento e di Capua, si legge un'illimitata conferma di tutti i privilegi concessi al monastero da imperatori, da principi e dai duchi. Lo stesso Federico I Barbarossa imperatore, benché avverso alle donazioni ecclesiastiche, pubblicò un editto in favore di questo monastero.
Gli abati di San Modesto furono sempre fra i più notevoli personaggi della Congregazione Cassinese, e perciò ebbero molta autorità a Benevento ed altrove.
L'Abbazia aveva stemma proprio (rosso, con la croce benedettina accollata con il monogramma S.M.), scolpito anche sulla porta della chiesa.
Nel 1498, mentre era abate D. Antonio Musone, i monaci benedettini abbandonarono l'abbazia, che fu data in commenda da papa Alessandro VI ai cardinali. La Biblioteca capitolare di Benevento conserva il Bollario della celebre abbazia.
Giulio II, nel 1505, donò il monastero ai Canonici Regolari Lateranensi, i quali vi dimorarono fino alla soppressione degli ordini religiosi da parte dei francesi nel maggio 1799.
Nel 1820 la parrocchia venne secolarizzata. Il primo parroco fu Ignazio Petrosini, che poi, morì Arciprete della Metropolitana, il 10 maggio 1865.
Nel 1821 una parte del fabbricato si volle concedere ai Padri Liguorini, che vi dimorarono fino al 1860, mentre l'altra parte del fabbricato fu adibita ad abitazione del parroco.
Fino agli inizi del XX secolo si vedevano ancora un triste e squallido corridoio e celle fatte abbattere dalla ex Società Elettrica del Sannio, per costruirvi la sua officina e gli uffici d'amministrazione.
Con bolla del 24 maggio 1924, per concessione pontificia, il cardinale arcivescovo Alessio Ascalesi ripristinò l'antico titolo abbaziale.
Il complesso fu raso al suolo, quasi per intero, dai bombardamenti degli Alleati, nel Settembre del 1943.